# Willy Peirens
Willy Peirens (Deinze, 19 augustus 1936) is een Belgische voormalige syndicalist voor het Algemeen Christelijk Vakverbond.

## Levensloop
Peirens was secretaris en propagandist bij de Katholieke Arbeidersjeugd.
In 1977 werd hij nationaal secretaris van het ACV. In 1987 werd hij in opvolging van Jef Houthuys voorzitter van deze vakbond, een functie die hij uitoefende tot 1999. Hij werd in deze hoedanigheid opgevolgd door Luc Cortebeeck. Onder zijn bestuur werd er, in de uitbouw van het beleid, afstand genomen van de CVP.
Tevens was hij voorzitter van het Wereldverbond van de Arbeid (WVA).
Peirens was ook actief als medevoorzitter van seniorenbeweging OKRA en hij was actief in de Europese seniorenkoepel Age Platform Europe.